# Grallaria ridgelyi
La pitta formichiera jocotoco (Grallaria ridgelyi Krabbe, Agro, Rice, Jacome, Navarrete & Sornoza-Molina, 1999) è un uccello passeriforme appartenente alla famiglia dei Grallaridi.

## Etimologia
L'epiteto specifico intende onorare l'ornitologo Robert S. Ridgely, che prese parte alla spedizione che condusse alla scoperta della specie. Il nome volgare riprende il nominativo onomatopeico dato dalle popolazioni locali alla specie, jocotoco.

## Descrizione

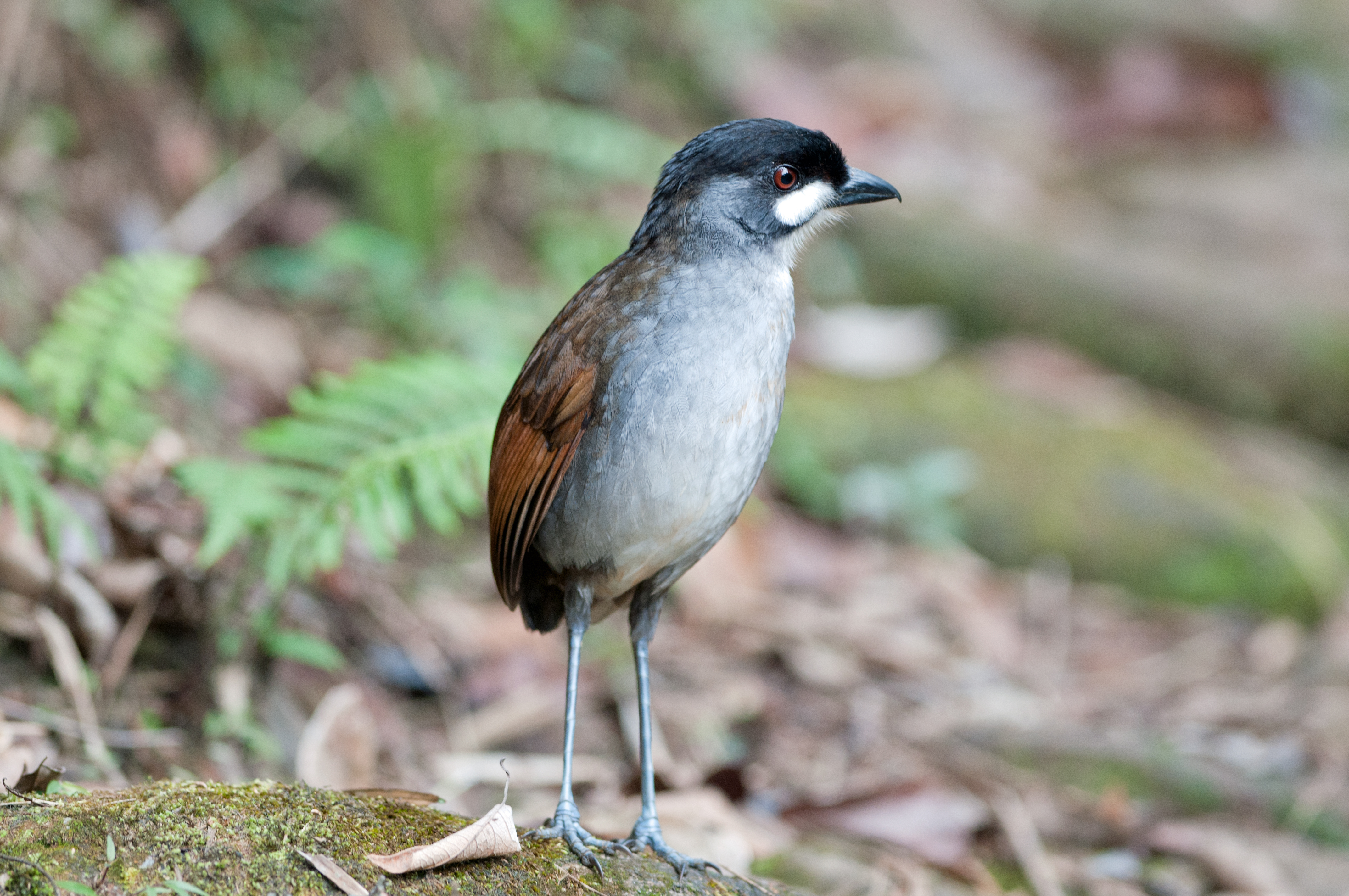
Grallaria ridgelyi

La pitta formichiera jocotoco è una pitta formichiera relativamente grande (150-200 g), con una lunghezza media di 22-23 cm. Ha la testa di colore nero, così come le guance. Sotto gli occhi, di colore rosso, sono presenti dei ciuffi caratteristici di colore bianco, che rendono la specie facilmente distinguibile dalle altre appartenenti alla stessa famiglia. Il dorso è marrone; nuca e fianchi sono di colore grigio, uniforme, mentre il ventre è bianco. Le zampe sono grigio-blu. Adotta un richiamo simile a quello dell'allocco banderossicce (Strix albitarsis).

## Distribuzione e habitat
La specie è presente solo in un numero molto limitato di località dell'Ecuador meridionale e dell'adiacente Perù, ed appare in declino. Al momento della scoperta, si riteneva che la specie fosse presente solo nel bacino superiore del fiume Chinchipe, nella provincia ecuadoregna di Zamora Chinchipe, ma nel 2006 ne è stata scoperta un'altra popolazione sulla cordigliera del Condor, nella provincia peruviana di Cajamarca.
Il suo habitat è costituito da foreste umide e muschiose di Chusquea e Cecropia. Vive ad altitudini comprese tra 2 250 e 2700 m.

## Tassonomia
Le specie ad essa più prossima sono la pitta formichiera nucacastana (Grallaria nuchalis) e la pitta formichiera beccochiaro (Grallaria carrikeri), che si differenziano dalle altre pitte formichiere del genere Grallaria per l'uniforme colorazione dei fianchi, grigio fumo.

## Conservazione
La Lista rossa IUCN classifica Grallaria ridgelyi come specie in pericolo di estinzione (Endangered).
Per preservare la specie, nel 1998 è stata istituita la riserva di Tapichalaca gestita dalla Fondazione di conservazione Jocotoco (Fundación de Conservación Jocotoco) a tutela della popolazione allora nota, ritenuta esigua.